# Takashi Usami
Takashi Usami (宇佐美 貴史?, Usami Takashi; Nagaokakyō, 6 maggio 1992) è un calciatore giapponese, attaccante del Gamba Osaka, di cui è capitano.

## Biografia
Nel 2011 ha sposato sua moglie Ran.

## Caratteristiche tecniche
Può ricoprire il ruolo di punta centrale, ma anche quello di seconda punta o di ala sinistra, ha un buon senso dell'assist, inoltre è capace di segnare sotto porta e, favorito dalla sua buona potenza di tiro, è in grado di fare gol calciando dalla madia distanza o da fuori area. Pur essendo di piede destro può tirare e segnare anche con il sinistro, è capace di andare a rete tirando anche di testa, inoltre è un buon rigorista.

## Carriera

### Club
Inizia a giocare nel Gamba Osaka nel 2005 e solo il 20 maggio 2009 fa il suo esordio nella squadra maggiore, nella AFC Champions League, e proprio in questa occasione, già all'età di 17 anni riesce a segnare il suo primo gol, anche se la squadra perde per 2-1 contro il FC Seoul. Nell'edizione successiva, quella del 2010, segna due reti, prima con il gol del 2-1 battendo il Suwon Samsung, e un altro nel pareggio per 1-1 contro il Henan Songshan. Il 24 aprile 2010 segnerà la sua prima rete nella J1 League con il gol del 2-0 vincendo contro il FC Tokyo. Giocando nel campionato dell'edizione 2011, dove segna quattro reti, l'ultima delle quali battendo per 3-2 il Vissel Kobe, nello stesso anno, il 27 giugno, si trasferisce al Bayern Monaco in prestito fino al 30 giugno 2012. Il Bayern Monaco versa al Gamba Osaka 300.000€ per il prestito e può riscattare il giocatore per una cifra inizialmente pari a 1,5 milioni di euro.
Giocherà all'inizio nella seconda squadra, nella Regionalliga Südwest, segnando in tutto sei reti, invece debutta ufficialmente in prima squadra in Bundesliga il 13 agosto contro il Wolfsburg. Segnerà la sua prima rete per la squadra, il 26 ottobre nella Coppa di Germania con il gol del 6-0 battendo il Ingolstadt 04. Ha giocato una sola partita nella UEFA Champions League, nella sconfitta per 2-0 contro il Manchester City.
Il 9 gennaio, durante una amichevole con l'Aspire, segna 5 goal in 20 minuti.
A fine gennaio il Bayern è chiamato a decidere sul futuro del giocatore. Il presidente Ulrich Hoeneß dichiara che si tratta di una decisione difficile poiché la cifra richiesta non è bassa. Alla fine sceglie di non esercitare l'opzione di riscatto, per via del fatto che il cartellino è salito intorno ai 3 milioni proponendo invece di allungare il prestito. Tuttavia il giocatore interrompe la trattativa dichiarando di voler trovare un nuovo club europeo a giugno.
Il 19 maggio 2012 l'allenatore del Bayern sceglie di convocarlo per la finale dell'UEFA Champions League 2012 e Usami si accomoda in panchina. Diventa così il primo giocatore giapponese nella storia a prendere parte alla finale di questa competizione.
Il 23 maggio viene ufficializzato il suo passaggio all'Hoffenheim in prestito dal Gamba Osaka, con opzione di riscatto.
Segna il suo primo goal il 16 settembre, alla terza giornata nella sconfitta per 5-3 contro il Friburgo. Il 26 settembre segna nuovamente contro lo Stoccarda, dopo aver saltato 3 difensori con un dribbling cominciato da fuori area aprendo le marcature vincendo per 3-0, questa è stata la sua ultima rete che ha segnato per lo Stoccarda.
Nel 2013 ritorna in Giappone, alla Gamba Osaka che militava in seconda divisione nipponica, vincendola segnando diciannove reti, tra cui quattro doppiette vincendo per 3-2 contro il Vissel Kobe e il Montedio Yamagata, per 7-1 contro il Gainare Tottori, per 5-0 contro il Mito HollyHock, oltre a segnare quattro reti vincendo per 5-1 ai danni del Tokushima Vortis. Ottenuta la vittoria tornerà a giocare nella massima serie, vincendo l'edizione 2014 della J1 League dove segnerà dieci gol nelle varie vittorie come quelle per 2-0 contro il Ventforet Kofu e l'Omiya Ardija, o quelle per 3-0 contro il Tokushima Vortis e lo Shimizu S-Pulse, inoltre segnerà una doppietta per ben due volte contro il Vissel Kobe vincendo entrambe le partite, la prima per 5-1 e la seconda per 3-1. Sempre nello stesso anno vincerà anche la Coppa del Giappone segnando una doppietta vincendo per 3-1 contro il FC Tokyo, segnerà una rete anche in semifinale nella vittoria per 3-1 contro il Kawasaki Frontale, invece nella finale contro il Sanfrecce Hiroshima, per merito di un suo assist, Patric segnerà il gol del temporaneo pareggio e la squadra alla fine vincerà per 3-2. Vincerà l'edizione 2014 della Coppa dell'Imperatore segnando una rete contro il Zweigen Kanazawa vincendo per 5-1, con un suo gol la squadra batterà di misura per 1-0 il Tokushima Vortis, inoltre farà una doppietta, prima nella semifinale battendo per 5-2 lo Shimizu S-Pulse e poi in finale prevalendo per 3-1 contro il Montedio Yamagata. Riuscirà a vincere pure l'edizione successiva, quella del 2015 segnando una doppietta ai quarti di finale battendo per 3-1 il Sagan Tosu e in semifinale sconfiggendo per 3-0 il Sanfrecce Hiroshima.
Segnerà quattro reti nell'edizione 2015 della AFC Champions League, farà un gol battendo per 5-0 il Guangzhou e sconfiggendo per 2-1 il Seongnam FC, inoltre segnerà una doppietta battendo il FC Seoul per 3-1. Stabilirà un record personale nell'edizione 2015 del campionato con tredici reti, segnando un gol contro il Ventforet Kofu e il Shonan Bellmare vincendola entrambe per 2-0, sarà autore di una doppietta vincendo per 3-1 contro il Nagoya Grampus e per 3-2 contro lo Shimizu S-Pulse, inoltre farà una tripletta consegnando la vittoria per 3-1 contro il Montedio Yamagata.
Nel 2016 torna a giocare in Germania, con la squadra dell'Augusta dove giocherà solo 11 partite, successivamente indosserà la maglia del Fortuna Düsseldorf militando nella 2Bundesliga vincendola segnando in tutto otto gol, farà una rete contro il St. Pauli in entrambe le partite vinte per 2-1, e anche nelle vittorie contro l'Union Berlin e il 1. FC Nürnberg, entrambe concluse con una vittoria per 3-2, segnerà una rete. Ottenuta la promozione, segnerà il suo ultimo gol in Bundesliga nella vittoria contro l'Hertha Berlino per 4-1.
Tornerà poi in Giappone giocando ancora per il Gamba Osaka.

### Nazionale
Viene convocato con la Nazionale Under-16 dove, il 5 ottobre 2008, segnerà una doppietta battendo per 4-0 la Malaysia. Ha partecipato con la Nazionale Under-17 al Mondiale in Nigeria del 2009, giocando come titolare in tutte e tre le partite. Nel 2010 verrà convocato per giocare nella Nazionale Under 19 al Coppa d'Asia giovanile segnando una tripletta vincendo per 4-0 contro il Vietnam.
Esordisce con la nazionale maggiore il 27 marzo 2015 nella vittoria per 2-0 contro la Tunisia, pochi giorni dopo, nell'amichevole successiva vinta contro l'Uzbekistan per 5-1, segnerà il suo primo gol.

## Statistiche

### Presenze e reti nei club
Statistiche aggiornate all'8 dicembre 2024.
| Stagione                  | Club                      | Campionato                | Campionato | Campionato | Coppe nazionali | Coppe nazionali | Coppe nazionali | Coppe continentali | Coppe continentali | Coppe continentali | Altre coppe | Altre coppe | Altre coppe | Totale | Totale |
| Stagione                  | Club                      | Comp                      | Pres       | Reti       | Comp            | Pres            | Reti            | Comp               | Pres               | Reti               | Comp        | Pres        | Reti        | Pres   | Reti   |
| ------------------------- | ------------------------- | ------------------------- | ---------- | ---------- | --------------- | --------------- | --------------- | ------------------ | ------------------ | ------------------ | ----------- | ----------- | ----------- | ------ | ------ |
| 2009                      | Gamba Osaka               | J1                        | 3          | 0          | CG+CdL          | 0               | 0               | ACL                | 1                  | 1                  | SG          | 0           | 0           | 4      | 1      |
| 2010                      | Gamba Osaka               | J1                        | 26         | 7          | CG+CdL          | 4+2             | 2+0             | ACL                | 4                  | 2                  | SG          | 1           | 0           | 37     | 11     |
| gen.-lug. 2011            | Gamba Osaka               | J1                        | 14         | 4          | -               | -               | -               | ACL                | 7                  | 1                  | -           | -           | -           | 21     | 5      |
| 2011-2012                 | Bayern Monaco             | BL                        | 3          | 0          | CG              | 1               | 1               | UCL                | 1                  | 0                  | -           | -           | -           | 5      | 1      |
| 2011-2012                 | Bayern Monaco II          | 3L                        | 18         | 6          | -               | -               | -               | -                  | -                  | -                  | -           | -           | -           | 18     | 6      |
| 2012-2013                 | Hoffenheim                | BL                        | 20         | 2          | CG              | 1               | 0               | -                  | -                  | -                  | -           | -           | -           | 21     | 2      |
| lug.-dic. 2013            | Gamba Osaka               | J2                        | 18         | 19         | CG              | 2               | 1               | -                  | -                  | -                  | -           | -           | -           | 20     | 20     |
| 2014                      | Gamba Osaka               | J1                        | 26         | 10         | CG+CdL          | 4+7             | 6+5             | -                  | -                  | -                  | -           | -           | -           | 37     | 21     |
| 2015                      | Gamba Osaka               | J1                        | 34+3       | 19+0       | CG+CdL          | 3+1             | 4+0             | ACL                | 11                 | 4                  | SG+SBC      | 1+0         | 1+0         | 53     | 28     |
| gen.-giu. 2016            | Gamba Osaka               | J1                        | 17         | 5          | -               | -               | -               | ACL                | 5                  | 0                  | SG          | 1           | 1           | 23     | 6      |
| 2016-2017                 | Augusta                   | BL                        | 11         | 0          | CG              | 0               | 0               | -                  | -                  | -                  | -           | -           | -           | 11     | 0      |
| 2017-2018                 | Fortuna Düsseldorf        | 2.BL                      | 28         | 8          | CG              | 1               | 0               | -                  | -                  | -                  | -           | -           | -           | 29     | 8      |
| 2018-2019                 | Fortuna Düsseldorf        | BL                        | 19         | 1          | CG              | 2               | 0               | -                  | -                  | -                  | -           | -           | -           | 21     | 1      |
| Totale Fortuna Düsseldorf | Totale Fortuna Düsseldorf | Totale Fortuna Düsseldorf | 47         | 9          |                 | 3               | 0               |                    | -                  | -                  |             | -           | -           | 50     | 9      |
| lug.-dic. 2019            | Gamba Osaka               | J1                        | 14         | 7          | CG+CdL          | 1+4             | 0+1             | -                  | -                  | -                  | -           | -           | -           | 19     | 8      |
| 2020                      | Gamba Osaka               | J1                        | 30         | 6          | CG+CdL          | 2+2             | 0               | -                  | -                  | -                  | -           | -           | -           | 34     | 6      |
| 2021                      | Gamba Osaka               | J1                        | 38         | 6          | CG+CdL          | 4+2             | 0               | ACL                | 5                  | 0                  | SG          | 0           | 0           | 49     | 6      |
| 2022                      | Gamba Osaka               | J1                        | 7          | 0          | CG+CdL          | 0+1             | 0               | -                  | -                  | -                  | -           | -           | -           | 8      | 0      |
| 2023                      | Gamba Osaka               | J1                        | 29         | 5          | CG+CdL          | 0+6             | 0               | -                  | -                  | -                  | -           | -           | -           | 35     | 5      |
| 2024                      | Gamba Osaka               | J1                        | 35         | 12         | CG+CdL          | 4+0             | 1+0             | -                  | -                  | -                  | -           | -           | -           | 39     | 13     |
| Totale Gamba Osaka        | Totale Gamba Osaka        | Totale Gamba Osaka        | 294        | 100        |                 | 49              | 20              |                    | 33                 | 8                  |             | 3           | 2           | 379    | 130    |
| Totale carriera           | Totale carriera           | Totale carriera           | 393        | 117        |                 | 54              | 21              |                    | 34                 | 8                  |             | 3           | 2           | 484    | 148    |

### Cronologia presenze e reti in nazionale
| Cronologia completa delle presenze e delle reti in nazionale ― Giappone | Cronologia completa delle presenze e delle reti in nazionale ― Giappone | Cronologia completa delle presenze e delle reti in nazionale ― Giappone | Cronologia completa delle presenze e delle reti in nazionale ― Giappone | Cronologia completa delle presenze e delle reti in nazionale ― Giappone | Cronologia completa delle presenze e delle reti in nazionale ― Giappone | Cronologia completa delle presenze e delle reti in nazionale ― Giappone | Cronologia completa delle presenze e delle reti in nazionale ― Giappone |
| Data                                                                    | Città                                                                   | In casa                                                                 | Risultato                                                               | Ospiti                                                                  | Competizione                                                            | Reti                                                                    | Note                                                                    |
| ----------------------------------------------------------------------- | ----------------------------------------------------------------------- | ----------------------------------------------------------------------- | ----------------------------------------------------------------------- | ----------------------------------------------------------------------- | ----------------------------------------------------------------------- | ----------------------------------------------------------------------- | ----------------------------------------------------------------------- |
| 27-3-2015                                                               | Oita                                                                    | Giappone                                                                | 2 – 0                                                                   | Tunisia                                                                 | Amichevole                                                              | -                                                                       | 72’                                                                     |
| 31-3-2015                                                               | Chōfu                                                                   | Giappone                                                                | 5 – 1                                                                   | Uzbekistan                                                              | Amichevole                                                              | 1                                                                       | 62’                                                                     |
| 11-6-2015                                                               | Yokohama                                                                | Giappone                                                                | 4 – 0                                                                   | Iraq                                                                    | Amichevole                                                              | -                                                                       | 67’                                                                     |
| 16-6-2015                                                               | Saitama                                                                 | Giappone                                                                | 0 – 0                                                                   | Singapore                                                               | Qual. Mondiali 2018                                                     | -                                                                       | 78’                                                                     |
| 2-8-2015                                                                | Wuhan                                                                   | Corea del Nord                                                          | 2 – 1                                                                   | Giappone                                                                | Coppa dell'Asia orientale 2015                                          | -                                                                       | 56’                                                                     |
| 5-8-2015                                                                | Wuhan                                                                   | Giappone                                                                | 1 – 1                                                                   | Corea del Sud                                                           | Coppa dell'Asia orientale 2015                                          | -                                                                       | 78’                                                                     |
| 9-8-2015                                                                | Wuhan                                                                   | Cina                                                                    | 1 – 1                                                                   | Giappone                                                                | Coppa dell'Asia orientale 2015                                          | -                                                                       | 68’                                                                     |
| 3-9-2015                                                                | Saitama                                                                 | Giappone                                                                | 3 – 0                                                                   | Cambogia                                                                | Qual. Mondiali 2018                                                     | -                                                                       | 66’                                                                     |
| 8-9-2015                                                                | Teheran                                                                 | Afghanistan                                                             | 0 – 6                                                                   | Giappone                                                                | Qual. Mondiali 2018                                                     | -                                                                       | 71’                                                                     |
| 08-10-2015                                                              | Mascate                                                                 | Siria                                                                   | 0 – 3                                                                   | Giappone                                                                | Qual. Mondiali 2018                                                     | 1                                                                       | 65’                                                                     |
| 13-10-2015                                                              | Teheran                                                                 | Iran                                                                    | 1 – 1                                                                   | Giappone                                                                | Amichevole                                                              | -                                                                       | 59’                                                                     |
| 12-11-2015                                                              | Singapore                                                               | Singapore                                                               | 0 – 3                                                                   | Giappone                                                                | Qual. Mondiali 2018                                                     | -                                                                       | 70’                                                                     |
| 17-11-2015                                                              | Phnom Penh                                                              | Cambogia                                                                | 0 – 2                                                                   | Giappone                                                                | Qual. Mondiali 2018                                                     | -                                                                       | 62’                                                                     |
| 29-3-2016                                                               | Saitama                                                                 | Giappone                                                                | 5 – 0                                                                   | Siria                                                                   | Qual. Mondiali 2018                                                     | -                                                                       | 85’                                                                     |
| 3-6-2016                                                                | Toyota                                                                  | Giappone                                                                | 7 – 2                                                                   | Bulgaria                                                                | Amichevole                                                              | 1                                                                       | 43’                                                                     |
| 7-6-2016                                                                | Suita                                                                   | Giappone                                                                | 1 – 2                                                                   | Bosnia ed Erzegovina                                                    | Amichevole                                                              | -                                                                       | 74’                                                                     |
| 1-9-2016                                                                | Saitama                                                                 | Giappone                                                                | 1 – 2                                                                   | Emirati Arabi Uniti                                                     | Qual. Mondiali 2018                                                     | -                                                                       | 62’                                                                     |
| 6-9-2016                                                                | Bangkok                                                                 | Thailandia                                                              | 0 – 2                                                                   | Giappone                                                                | Qual. Mondiali 2018                                                     | -                                                                       | 90+1’                                                                   |
| 28-3-2017                                                               | Saitama                                                                 | Giappone                                                                | 4 – 0                                                                   | Thailandia                                                              | Qual. Mondiali 2018                                                     | -                                                                       | 84’                                                                     |
| 23-3-2018                                                               | Liegi                                                                   | Giappone                                                                | 1 – 1                                                                   | Mali                                                                    | Amichevole                                                              | -                                                                       | 60’                                                                     |
| 27-3-2018                                                               | Liegi                                                                   | Giappone                                                                | 1 – 2                                                                   | Ucraina                                                                 | Amichevole                                                              | -                                                                       | 87’                                                                     |
| 30-5-2018                                                               | Yokohama                                                                | Giappone                                                                | 0 – 2                                                                   | Ghana                                                                   | Amichevole                                                              | -                                                                       | 46’                                                                     |
| 8-6-2018                                                                | Lugano                                                                  | Svizzera                                                                | 2 – 0                                                                   | Giappone                                                                | Amichevole                                                              | -                                                                       | 55’                                                                     |
| 12-6-2018                                                               | Innsbruck                                                               | Giappone                                                                | 4 – 2                                                                   | Paraguay                                                                | Amichevole                                                              | -                                                                       | 79’                                                                     |
| 24-6-2018                                                               | Ekaterinburg                                                            | Giappone                                                                | 2 – 2                                                                   | Senegal                                                                 | Mondiali 2018 - 1º turno                                                | -                                                                       | 87’                                                                     |
| 28-6-2018                                                               | Volgograd                                                               | Giappone                                                                | 0 – 1                                                                   | Polonia                                                                 | Mondiali 2018 - 1º turno                                                | -                                                                       | 65’                                                                     |
| 26-3-2019                                                               | Kobe                                                                    | Giappone                                                                | 1 – 0                                                                   | Bolivia                                                                 | Amichevole                                                              | -                                                                       | 62’                                                                     |
| Totale                                                                  |                                                                         | Presenze                                                                | 27                                                                      |                                                                         | Reti                                                                    | 3                                                                       |                                                                         |

| Cronologia completa delle presenze e delle reti in nazionale ― Giappone Olimpica | Cronologia completa delle presenze e delle reti in nazionale ― Giappone Olimpica | Cronologia completa delle presenze e delle reti in nazionale ― Giappone Olimpica | Cronologia completa delle presenze e delle reti in nazionale ― Giappone Olimpica | Cronologia completa delle presenze e delle reti in nazionale ― Giappone Olimpica | Cronologia completa delle presenze e delle reti in nazionale ― Giappone Olimpica | Cronologia completa delle presenze e delle reti in nazionale ― Giappone Olimpica | Cronologia completa delle presenze e delle reti in nazionale ― Giappone Olimpica |
| Data                                                                             | Città                                                                            | In casa                                                                          | Risultato                                                                        | Ospiti                                                                           | Competizione                                                                     | Reti                                                                             | Note                                                                             |
| -------------------------------------------------------------------------------- | -------------------------------------------------------------------------------- | -------------------------------------------------------------------------------- | -------------------------------------------------------------------------------- | -------------------------------------------------------------------------------- | -------------------------------------------------------------------------------- | -------------------------------------------------------------------------------- | -------------------------------------------------------------------------------- |
| 1-8-2012                                                                         | Coventry                                                                         | Giappone                                                                         | 0 – 0                                                                            | Honduras                                                                         | Olimpiadi 2012 - 1º turno                                                        | -                                                                                |                                                                                  |
| 4-8-2012                                                                         | Manchester                                                                       | Giappone                                                                         | 3 – 0                                                                            | Egitto                                                                           | Olimpiadi 2012 - Quarti di finale                                                | -                                                                                | 85’                                                                              |
| 7-8-2012                                                                         | Londra                                                                           | Messico                                                                          | 3 – 1                                                                            | Giappone                                                                         | Olimpiadi 2012 - Semifinale                                                      | -                                                                                | 77’                                                                              |
| 10-8-2012                                                                        | Cardiff                                                                          | Corea del Sud                                                                    | 2 – 0                                                                            | Giappone                                                                         | Olimpiadi 2012 - Finale 3º posto                                                 | -                                                                                | 71’                                                                              |
| Totale                                                                           |                                                                                  | Presenze                                                                         | 4                                                                                |                                                                                  | Reti                                                                             | 0                                                                                |                                                                                  |

## Palmarès

### Club
- Coppa dell'Imperatore: 3

Gamba Osaka: 2009, 2014, 2015
- J2 League: 1

Gamba Osaka: 2013
- Coppa J. League: 1

Gamba Osaka: 2014
- Campionato giapponese: 1

Gamba Osaka: 2014
- Supercoppa del Giappone: 1

Gamba Osaka: 2015
- Campionato tedesco di seconda divisione: 1

Fortuna Düsseldorf: 2017-2018

### Nazionale
- Kirin Cup: 1

2011

### Individuale
- Miglior giovane della J.League: 1

2010
- J. League Cup Premio Nuovo Eroe: 1

2014
- Squadra del campionato giapponese: 3

2014, 2015, 2024